# Арпоксай
Арпоксай (давн. грец. Αρπόξαϊς) — легендарий король скитів—сколотів, син Таргітая, онуки Папая (скіфського Зевса). Герої скітського етногенетичного епосу, реальне існування якого скити відносили до середини 2 тис. до н. е.

## Життєпис
За Геродотом, він був сином першого правителя скитів Таргітая. Коли його батько помер, він спочатку правив разом зі своїми старшими братами Калоксаєм і Ліпоксаєм. Легенда говорить, що одного разу з неба впали чотири золоті предмети: плуг, ярмо, заступ і келих. Ліпоксай і Арпоксай першими, але як тільки вони хотіли їх взяти, предмети спалахнули. Коли Колаксай підійшов, вогонь згас, і він узяв їх у свої руки. Враховуючи божественний знак, Ліпоксай і Арпоксай зреклися престолу, і Колаксай став правителем скитів.
Від старшого Ліпоксаїса пішли скити, що називаються родом авхатів, від середущого Арпоксаїса пішли катіари та траспійці, а від наймолодшого пішли скіти королівські, що називаються паралатами.
Арпоксай став родоначальником скитських родів катіарів і траспійців.
Геродот майже 25 сторіч тому повідомляв такі подробиці:

Скіфи кажуть, що їхній народ є наймолодший серед усіх народів, і ось як це сталося. їхня країна була пустелею і перша людина, що там з'явилася, був такий, що називався Таргітаєм. Батьками цього Таргітая, як вони кажуть, але я цьому не вірю, були, за їхнім твердженням, Зевс і дочка бога ріки Борісфена. Від них походив Таргітай і у нього було троє синів: Ліпоксай, Арпоксай і молодший Колаксай. Коли вони були царями, з неба впали на скіфську землю зроблені з золота плуг, ярмо, сокира і чаша. Перший побачив їх старший і наблизився, щоб їх узяти, але все це золото, коли він підійшов туди, почало горіти. Він віддалився і тоді до них підійшов другий, але із золотом сталося те саме. Отже так своїм полум'ям прогнало їх золото. Проте, коли до нього наблизився третій, молодший, золото згасло і тоді він узяв його собі і пішов із ним додому. І старші брати, після того, що вони побачили, погодилися передати все царство молодшому.
Отже, як кажуть, від Ліпоксая походять ті скіфи, плем'я яких називається авхатами, від середнього брата, Арпоксая, ті, що називаються катіарами і траспіями і, нарешті, від молодшого брата походять ті, що називаються паралатами, а всі вони разом, як кажуть, називаються сколотами, а ця назва була ім'ям їхнього царя. Назву скіфи їм дали елліни.
Отаке є походження скіфів за їхніми власними словами, а відтоді, коли вони з'явилися, тобто від першого їхнього царя Таргітая до похода Дарія проти них, минуло як раз тисяча років, не більше.